# 705
705 (DCCV na numeração romana) foi um ano comum do século VIII, do Calendário Juliano, da Era de Cristo, teve início a uma quinta-feira e terminou também a uma quinta-feira e a sua letra dominical foi F.
| ano completo                        |
| ----------------------------------- |
| Ano comum com início à quinta-feira |

## Eventos
- Fundação do spa Nishiyama Onsen Keiunkan
- 1 de Março - É eleito o Papa João VII

## Mortes
- 11 de Janeiro - Papa João VI.
- Abedal Maleque ibne Maruane n. 646, foi o 5º Califa omíada.